# Войвож (приток Вой-Кузоба)
Войвож (устар. Вой-Вож) — река в России, течёт по территории Корткеросского района и Усть-Куломского района Республики Коми. Устье реки находится в 5 км по правому берегу реки Вой-Кузоб. Длина реки составляет 18 км.

## Данные водного реестра
По данным государственного водного реестра России относится к Двинско-Печорскому бассейновому округу, водохозяйственный участок реки — Вычегда от истока до города Сыктывкар, речной подбассейн реки — Вычегда. Речной бассейн реки — Северная Двина.
Код объекта в государственном водном реестре — 03020200112103000016293.